# Джимми Поп
Джеймс Мойер Фрэнкс (англ. James Moyer Franks; род. 27 августа 1972, Трапп, Пенсильвания), более известный под сценическим псевдонимом Джимми Поп (англ. Jimmy Pop) — американский рок-музыкант, рэпер, фронтмен и один из основателей камеди-рок-группы Bloodhound Gang.

## Биография
Поп родился в Трэпп (англ. Trappe), Пенсильвания, США в семье Элис Энн, в девичестве Мойер (англ. Alice Ann (Moyer)) и Ричарда Ли Фрэнкса (англ. Richard Lee Franks). Он был воспитан в лютеранстве, но прекратил практиковать как только родители одобрили его просьбу об этом. Окончив Перкиоменскую среднюю школу (англ. Perkiomen Valley High School) в 1990 году, Джимми изучал массовые коммуникации и историю в университете Темпл, где встретил будущего басиста Bloodhound Gang Джареда Хеннегана. Также он основал лейбл Jimmy Franks Recording Company, на котором записывали альбомы Bloodhound Gang, Helltrain, Isabelle’s Gift, HIM. В 1990-е Джимми Поп содействовал как писатель популярному сатирическому изданию «POPsmear». Ему предложили быть стажером на шоу Говарда Стерна, но он отказался в связи со своим первым с Bloodhound Gang контрактом со звукозаписывающей компанией.
Джимми Поп — фанат бейсбольной команды Philadelphia Phillies и часто надевает кепку с её логотипом. Также у него есть филадельфийский акцент, который можно услышать во многих (если не во всех) песнях Bloodhound Gang. Известен монотонным пением низким голосом.

## Музыкальная карьера

### Bang Chamber 8
Джимми Поп играл в кавер-группе Depeche Mode под названием Bang Chamber 8 с Майком Боу (англ. Mike Bowe), известным как Дэдди Длинные Ноги (англ. Daddy Long Legs). Поп играл на гитаре, в то время как Боу на бас-гитаре и пел. В 1990 году группа Bang Chamber 8 выпустила кассету с 4 оригинальными песнями: «Wouldn’t It Be Nice», «Birthday Boy», «Ice Cubes» и «War Chimes». Эти песни не имели ничего общего ни лирически, ни музыкально с песнями Bloodhound Gang. «War Chimes» была написана про операцию «Буря в пустыне» с гитарным соло и ведущим вокалом Джимми в конце. Синтетическая линия песни «Birthday Boy» была повторно использована в треке «I’m the Least You Could Do» Bloodhound Gang в 2005 году.
Группа Bang Chamber 8 распалась в 1991 году. В 1992 году Джимми и Дэдди основали хип-хоп группу Bloodhound Gang, которая позже стала более альтернативной рок-группой, где Поп продолжил играть на гитаре, а Дэдди покинул группу и основал Wolfpac.

### Bloodhound Gang
Джимми Поп — единственный участник Bloodhound Gang, оставшийся в группе с её основания. Его юмор о сексе предназначен в основном для молодого «продвинутого» поколения. Стиль его юмора также ссылается на поп-культуру.
Джимми Поп — лицо Bloodhound Gang, обычно интервью берут у него. В отличие от других, Джимми очень серьёзно относится к делам группы, не шутит по поводу разрыва с ней.
Он использует гитары Gretsch, усилители и бас-гитары Marshall. Раньше он играл на обычной гитаре через усилитель Orange. Гитару на концертах Джимми начал использовать в туре в поддержку альбома Hooray for Boobies, в альбомах же на гитаре он не играет.

### Сторонние проекты
Джимми Поп являлся участником Рождественской группы The DiCamillo Sisters совместно с Бэм Марджера (англ. Bam Margera), Брендоном ДиКамилло (англ. Brandon DiCamillo) и Джесс Марджера (англ. Jess Margera). Поп сотрудничал с танцором Tomcraft в песне «Broadsword Calling Danny Boy» в 2006 году. Песня представлена на официальной странице Tomcraft в MySpace. В 2007 Поп сотрудничал с немецкой группой Scooter для записи песни «The Shit That Killed Elvis», которая была представлена в альбоме The Ultimate Aural Orgasm. Бэма Марджера можно услышать во вступлении песни. Эта песня держалась на 2 строке в немецком хип-хоп чарте в течение двух недель. В 2010 году Поп работал совместно с немецкой группой Die Atzen для создания английской версии песни «Disco Pogo», которая стала саундтреком для сериала Jersey Shore.

## Актёрская карьера
Поп появился в серии фильмов CKY, во время сцены гонки в корзине и поединке в CKY 4. Он также появился в эпизоде Viva La Bam под названием «Limo vs Lambo», в котором Джимми взял без спроса Lamborghini Бэма, в результате чего Марджера обвинил своих близких друзей, в частности Райана Данна в совершении преступления. Поп также появился в общей сложности около 5 секунд в эпизоде Viva La Bam «State of Bam». Он появился в эпизоде Viva La Bam, в котором была охота за мусорщиком (закончилась арестом самого себя, Бэма Марджера, Эвил Джареда Хассельхоффа и др.). Поп появился в эпизоде Viva La Bam «Rockstars», в котором Дон Вито и Фил Марджера пытались стать рок звездами, Бэм подговорил Джимми поцеловать Дона французским поцелуем на сцене во время концерта Bloodhound Gang.
Джимми можно увидеть дважды в финальном эпизоде Бэма Bam’s Unholy Union. Сначала Поп встречает Марджера, позже разговаривает с Дайвом Инглэндом (англ. Dave England). Поп появился в The Dudesons в роли человека, бросающего дротики во время трюка с доской с Ярно Леппяля (фин. Jarppi Leppälä). Вместе с Эвил Джаредом снялся в фильме Minghags: The Movie, режиссёр Бэм Марджера. В титрах обозначены как группа The Bloodhound Gang. По трейлеру к фильму, показанному в одном из британских турне группы, Джимми и Джаред сыграли роль экипажа скорой помощи. Поп также сыграл в фильме Бэма Where The#$&% Is Santa?. Он снялся в клипе к песне «Boys Don’t Cry» группы Oleander.

## Фильмография
| Год         | Фильм                                                   | Роль               |
| ----------- | ------------------------------------------------------- | ------------------ |
| 1995        | The Chick That Was Naked                                | Sleazy interviewer |
| 1997        | The Howard Stern Show                                   | Jimmy Pop          |
| 1998        | Kin                                                     | Don                |
| 1998        | MTV Rocks Off                                           | Guest panelist     |
| 2000        | Die Harald Schmidt Show                                 | Himself            |
| 2002        | CKY4: The Latest and Greatest                           | Jimmy Pop          |
| 2003        | One Fierce Beer Run                                     | Himself            |
| 2003 — 2005 | Viva la Bam                                             | Jimmy Pop          |
| 2004        | Bam Margera Presents HIM: The Making of 'The Sacrament' | Himself            |
| 2004 — 2008 | Radio Bam                                               | Jimmy Pop          |
| 2005        | TV Total                                                | Musical Guest      |
| 2005        | Video On Trial                                          | Himself            |
| 2005        | Cribs                                                   | Jimmy Pop          |
| 2006        | Howard Stern on Demand                                  | Jimmy Pop          |
| 2006        | The Dudesons                                            | Jimmy Pop          |
| 2007        | Bam’s Unholy Union                                      | Jimmy Pop          |
| 2007        | Die Niels Ruf Show                                      | Musical Guest      |
| 2007        | Howard Stern On Demand                                  | Jimmy Pop          |
| 2008        | Minghags: The Movie                                     | Paramedic          |
| 2008        | Bam Margera Presents: Where the#$&% Is Santa?           | Jimmy Pop          |

## Клипы
| Год  | Песня            | Исполнитель | Роль             |
| ---- | ---------------- | ----------- | ---------------- |
| 1999 | «Boys Don’t Cry» | Oleander    | Apartmant tenant |
| 2000 | «Forever as One» | Vengaboys   | Himself          |